# Rodrigo de Úriz

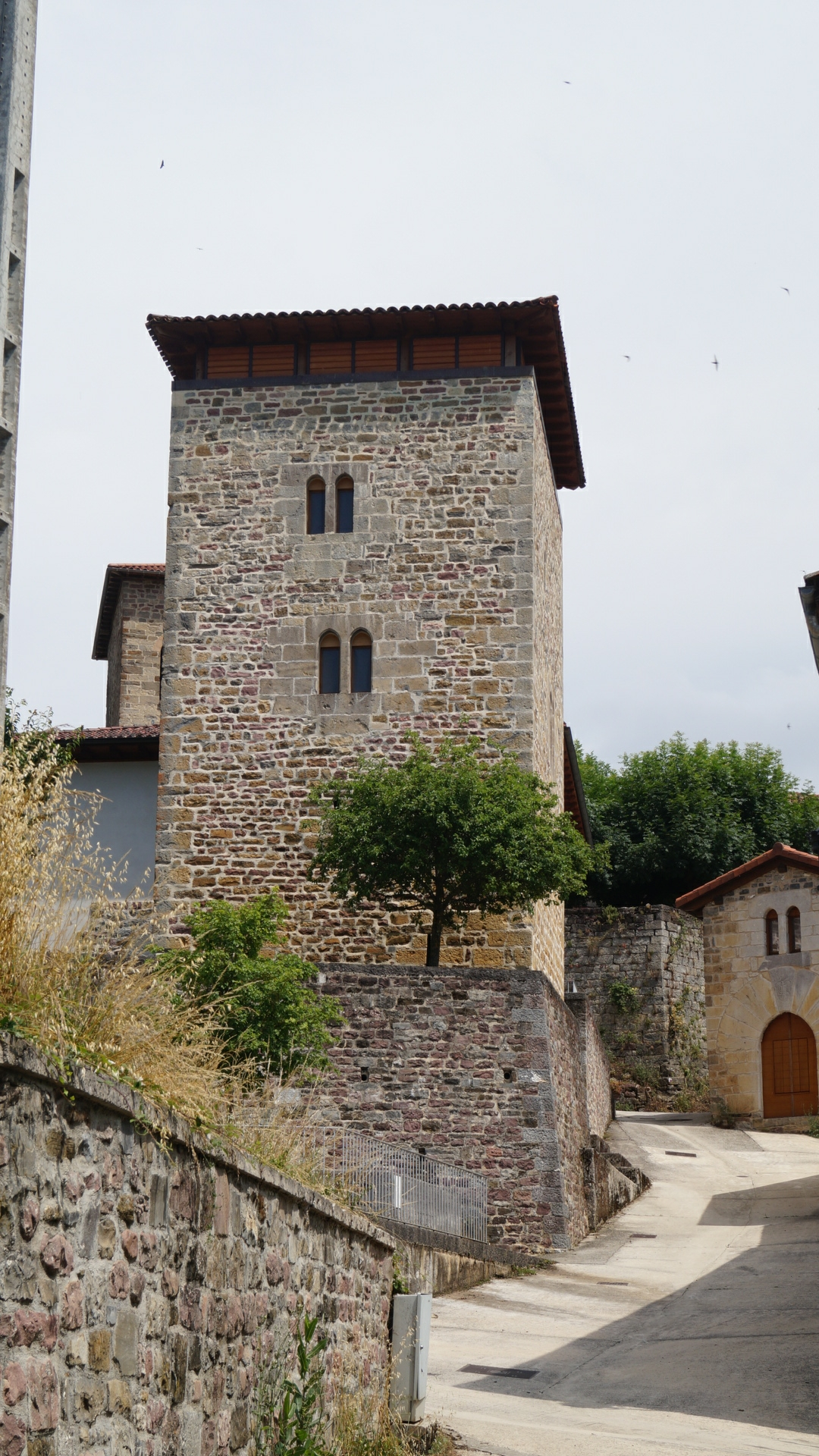
Torre de Úriz (Navarra), casa solar del linaje.

Rodrigo de Úriz (Navarra, principios del siglo XIV - Pamplona, 27 de marzo de 1377) fue un ricohombre de Navarra, consejero y chambelán de Carlos II de Navarra, así como merino de Sangüesa, de Estella y de la Ribera, además de alcaide de los castillos de Tudela y Caparroso. Hombre de confianza del monarca navarro, «con un brillante historial de servicios prestados al reino» que cayó en desgracia, y fue ejecutado, por un delito de lesa majestad basado en cargos de acuerdos con el rey Enrique II de Castilla, para entregarle las plazas de Tudela y Caparroso.

## Biografía
Rodrigo de Úriz pertenecía a la nobleza medieval navarra, una familia hidalga vinculada con los Martínez de Úriz, donde nació a principios del siglo XIV. 
Integrado entre la tropa inicial de navarros enviada a Normandía por Carlos II de Navarra se cuenta entre las personas que participaron en el asesinato de Carlos de la Cerda, condestable de Francia, el 8 de enero de 1354, así como en la posterior liberación del monarca navarro prisionero en Arlieux, el 9 de noviembre de 1357. Su pertenencia al círculo más cercano al trono, al menos hasta finales de la década de 1370, era indiscutible. Hacia 1358 es armado caballero. En febrero de 1358 el rey le concedió una renta anual de 40 cahíces de trigo. El 27 de septiembre de 1359 figura como ricohombre de Navarra. El 13 de enero de 1361 Carlos II le dona el hostal o casa de Bierlas, cerca de Tarazona que el 12 de mayo de 1362 le vuelve a confirmar. En octubre de 1361, Carlos II le dona los lugares de Rondo y San Costantin. Desde el 11 de enero de 1363 aparece en los documentos como chambelán real.

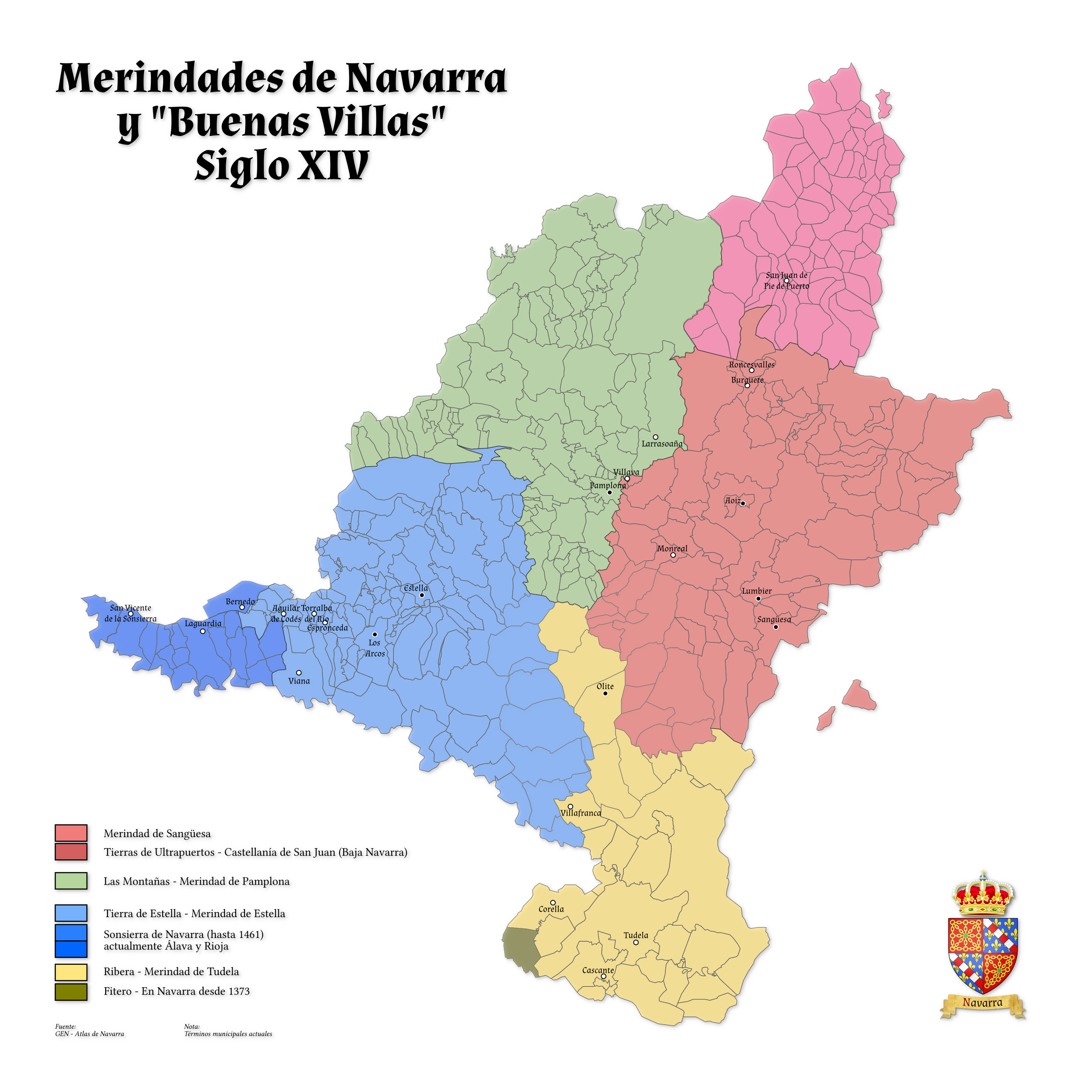
Evolución del mapa de Navarra hacia mediados del. La Merindad de Olite no se había creado aún. Fitero no se incorpora a Navarra hasta 1373.

Llegó a ser merino de Sangüesa (1362-1364), de Estella (1364-1367) y de la Ribera (1370-1377).
Aportando 120 peones, junto con su hermano Martín Martínez de Úriz, que aportó otros 80, habían participado en la batalla de Cocherel (1364). Tras la derrota es enviado a Orthez para establecer contacto con la Gran Compañía de Foix.
Por su matrimonio con la señora del lugar, Juana, que debió celebrarse hacia 1360, pronto se le menciona como señor de Luxa. Cuando en 1375 se quedé viudo aceptará una propuesta de matrimonio con una sobrina de Enrique II de Castilla, además de algunos señoríos castellanos, a cambio del control sobre los castillos de Caparroso y Tudela. Cuando Carlos II conoció tales acuerdos procedió contra Rodrigo de Úriz, lo apresó, juzgó y condenó. El 27 de marzo se ejecutó la sentencia y fue decapitado a puerta cerrada en el Palacio Real de Navarra. Sus restos fueron enterrados en el convento de San Agustín. El 4 de septiembre se decreta la confiscación de sus bienes, especialmente Mendinueta y Arruazu, que había adquirido poco antes a Ramiro de Arellano, señor de Asiáin. Estas propiedades pasaron, en un primer momento, a Juan Ramírez de Arellano el Mozo, hijo del mariscal de Navarra, Juan Ramírez de Arellano el Noble. Otros los recibió Martín Martínez de Úriz, hermano de Rodrigo y, posteriormente, merino de Sangüesa. Más tarde pasarían a manos de Leonel de Navarra.